# Nina Caprez
Nina Caprez, née le 15 novembre 1986 à Küblis dans les Grisons, est une grimpeuse suisse, double championne de Suisse en 2006, pour les épreuves de vitesse et de difficulté, et deux fois finaliste, à la Coupe de Suisse (CSC) en bloc.
Elle a remporté, entre 2006 et 2009, cinq épreuves de la coupe du monde en bloc et roc.

## Biographie
Nina Caprez grandit à Küblis, et est la benjamine de trois enfants, elle a un frère et une sœur. Son père décède d'une chute mortelle lors d'une randonnée, alors qu'elle n'est âgée que de trois ans. Elle commence l'escalade à 13 ans, et découvre l'escalade sportive à 17 ans. À 19 ans, elle devient membre de l'équipe nationale. En 2008, elle décide de quitter la compétition en 2009, car elle estime n'avoir pas suffisamment l'esprit compétitif, et ne conçoit pas la pratique de l'escalade, à se battre contre les autres. Elle effectue depuis, des ascensions spectaculaires, avec des photos et des films, ce qui a pour avantage, de pouvoir vivre de sa passion et de travailler en équipe.
Elle vit principalement à Grenoble, et voyage à travers le monde.
Après dix ans de vie commune avec le grimpeur suisse Cédric Lachat le couple a annoncé en 2015 sa séparation.
Elle est peu après en couple avec son photographe, Jérémy Bernard, ils sont parents d'un enfant né en 2022.

## Palmarès[Article 1]
| Place | Championnat                                            | Organisation      | Pays      | Lieu              | Date       |
| ----- | ------------------------------------------------------ | ----------------- | --------- | ----------------- | ---------- |
| 01    | Championnat de Suisse de difficultés                   | CCN               | Suisse    | Schlieren         | 17/06/2006 |
| 01    | Championnat de Suisse de vitesse                       | CCN               | Suisse    | Zurich            | 07/10/2006 |
| 01    | Coupe du monde + LM de bloc                            | CSC               | Suisse    | Greifensee        | 28/03/2009 |
| 01    | Coupe du monde (L)                                     | CSC               | Suisse    | Schaffhausen      | 16/08/2008 |
| 01    | Coupe du monde de bloc                                 | SCC               | Suisse    | Brigue            | 26/04/2008 |
| 01    | Coupe du monde de bloc                                 | UIAA              | Suisse    | Grindelwald       | 05/06/2006 |
| 01    | Coupe du monde de bloc                                 | Club Alpin Suisse | Suisse    | Leysin            | 08/09/2007 |
| 02    | Coupe du monde de bloc                                 | Club Alpin Suisse | Suisse    | Thun              | 09/09/2006 |
| 02    | Coupe du monde (L)                                     | CSC               | Suisse    | Greifensee        | 17/05/2008 |
| 02    | Championnat de Suisse de bloc                          | CSC               | Suisse    | Interlaken        | 30/06/2007 |
| 02    | Coupe de bloc                                          | MAX               | Suisse    | Bellinzona        | 05/09/2004 |
| 02    | Coupe du monde de bloc                                 | Club Alpin Suisse | Suisse    | Grindelwald       | 02/06/2007 |
| 02    | Coupe du monde de difficulté                           | Club Alpin Suisse | Suisse    | Niederwangen      | 21/10/2006 |
| 03    | Championnat de Suisse de bloc                          | CSC               | Suisse    | Pratteln          | 03/06/2006 |
| 03    | Événement international de Bloc - Master Outdoor Games | CSC               | Suisse    | Interlaken        | 30/06/2007 |
| 03    | Coupe du monde + SM (S)                                | CSC               | Suisse    | Ittigen           | 08/11/2008 |
| 03    | Coupe de bloc                                          | MAX               | Suisse    | Leysin            | 04/06/2005 |
| 03    | Coupe de difficulté                                    | MAX               | Suisse    | Thun              | 10/09/2005 |
| 03    | Coupe de difficulté junior – Championnat Suisse        | MAX               | Suisse    | Schlieren         | 25/10/2003 |
| 03    | Coupe de difficulté - Championnat Suisse               | MAX               | Suisse    | Niederwangen      | 15/10/2005 |
| 03    | Coupe du monde de bloc                                 | SCC               | Suisse    | Grindelwald       | 24/05/2008 |
| 03    | Coupe du monde de difficulté                           | Club Alpin Suisse | Suisse    | Schlieren         | 23/06/2007 |
| 04    | Coupe de bloc - Championnat Suisse                     | MAX               | Suisse    | Leysin            | 05/06/2004 |
| 04    | Coupe de difficulté - Championnat Suisse               | MAX               | Suisse    | Schlieren         | 06/11/2004 |
| 04    | Coupe du monde de bloc                                 | Club Alpin Suisse | Suisse    | Pratteln          | 14/04/2007 |
| 05    | Championnat de Suisse de difficultés                   | CCN               | Suisse    | Niederwangen      | 20/10/2007 |
| 05    | Coupe de difficulté                                    | MAX               | Suisse    | Winterthour       | 07/05/2005 |
| 05    | Coupe de bloc – Championnat Suisse                     | MAX               | Suisse    | Engelberg         | 11/06/2005 |
| 05    | Coupe de difficulté                                    | MAX               | Suisse    | Meiringen         | 29/08/2004 |
| 05    | Coupe du monde de bloc                                 | SCC               | Suisse    | Pratteln          | 07/03/2009 |
| 06    | Coupe du monde de bloc ((L + B + S))                   | MAX               | Suisse    | Schaffhausen      | 11/12/2004 |
| 06    | Coupe de l' Union européenne junior                    | IFSC              | Italie    | Penne             | 05/11/2005 |
| 07    | Championnat du monde de bloc                           | IFSC              | France    | Montauban         | 04/07/2008 |
| 07    | Coupe de l' Union européenne junior                    | Club Alpin Suisse | Suisse    | Genève            | 08/10/2005 |
| 07    | Coupe de l' Union européenne junior                    | IFSC              | Slovénie  | Kranj             | 26/11/2005 |
| 08    | Championnat du monde de bloc                           | IFSC              | Italie    | Fiera di Primiero | 14/06/2008 |
| 08    | Coupe de l' Union européenne junior                    | UIAA              | Tchéquie  | Brno              | 16/04/2005 |
| 10    | Coupe de l' Union européenne junior                    | UIAA              | Autriche  | Imst              | 21/05/2005 |
| 13    | Coupe du Monde (L)                                     | UIAA              | Espagne   | Marbella          | 16/09/2006 |
| 14    | Coupe du Monde de Bloc (L)                             | IFSC              | Suisse    | Zurich            | 15/06/2007 |
| 14    | Coupe du Monde (L)                                     | UIAA              | Belgique  | Puurs             | 28/04/2006 |
| 14    | Championnat de l' Union européenne de vitesse          | UIAA              | Russie    | Ekatarinburg      | 29/06/2006 |
| 15    | Championnat du monde de vitesse (L + S)                | IFSC              | Chine     | Qinghai           | 11/08/2007 |
| 15    | Coupe du Monde (L)                                     | UIAA              | Slovénie  | Kranj             | 18/11/2006 |
| 16    | Coupe du Monde (L + S)                                 | IFSC              | Chine     | Qinghai           | 11/08/2007 |
| 17    | Coupe du Monde (S + L)                                 | IFSC              | France    | Chamonix          | 12/07/2008 |
| 17    | Championnat du Monde Juniors                           | UIAA              | Chine     | Pékin             | 25/08/2005 |
| 18    | Championnat du Monde de bloc                           | UIAA              | Suisse    | Grindelwald       | 09/06/2006 |
| 18    | Coupe du Monde (L)                                     | UIAA              | Italie    | Penne             | 11/11/2006 |
| 19    | Coupe du Monde (S + L)                                 | IFSC              | France    | Chamonix          | 11/07/2007 |
| 19    | Coupe du Monde (L + S)                                 | IFSC              | Belgique  | Puurs             | 28/09/2007 |
| 19    | Championnat de l' Union européenne                     | UIAA              | Russie    | Ekatarinburg      | 29/06/2006 |
| 20    | Championnat du monde de bloc                           | IFSC              | Suisse    | Grindelwald       | 30/05/2008 |
| 20    | Championnat du Monde (L + B + S)                       | IFSC              | Espagne   | Aviles            | 17/09/2007 |
| 21    | Coupe du Monde (L + S)                                 | UIAA              | France    | Chamonix          | 12/07/2006 |
| 22    | Championnat du monde de bloc                           | IFSC              | Autriche  | Hall              | 18/04/2008 |
| 23    | Coupe du Monde (L)                                     | UIAA              | Belgique  | Puurs             | 29/04/2005 |
| 27    | Championnat du monde de vitesse ((L + B + S))          | IFSC              | Espagne   | Aviles            | 17/09/2007 |
| 30    | Championnat du monde de bloc                           | IFSC              | Suisse    | Grindelwald       | 08/06/2007 |
| 31    | Coupe du Monde (L + S)                                 | UIAA              | Allemagne | Dresde            | 19/05/2006 |
| 33    | Championnat du monde de bloc                           | IFSC              | Autriche  | Hall              | 01/05/2009 |
| 33    | Coupe du Monde (L)                                     | UIAA              | Autriche  | Imst              | 27/05/2005 |
| 34    | Coupe du Monde (L)                                     | UIAA              | Suisse    | Zurich            | 24/06/2005 |
| 41    | Championnat du monde de bloc ((L + B + S))             | IFSC              | Espagne   | Aviles            | 17/09/2007 |
| 57    | Championnat du monde de bloc                           | UIAA              | Allemagne | Munich            | 01/07/2005 |

## Réalisations en falaise
Ses voies
| Date       | Voie                                         | Site                                                           | Roche                | Pays      | Cotation      | Note        |
| ---------- | -------------------------------------------- | -------------------------------------------------------------- | -------------------- | --------- | ------------- | ----------- |
| 11/2008    |                                              | San Antonio de Los Cobres, Le Volcan Tuzgle                    | Basalte              | Argentine | 8b            |             |
| 2009       | No sika no crime                             | Interlaken, Lehn                                               | Grès                 | Suisse    | 8b+           |             |
| 2008       | Coque au vin                                 | Zillertal, Ginzling, Ewige Jagdgründe                          | Granite              | Autriche  | 8b+           |             |
| 2009       | Marroncita                                   | Oliana                                                         | Calcaire             | Espagne   | 8b/8b+        | En 2 essais |
| 2008       | Euphorie                                     | Werdenberg, Leversschwendi, Voralpsee                          | Calcaire             | Suisse    | 8b/8b+        |             |
| 11/2010    | Belltunnich                                  | Taxco, Dexcaní Alto, Jilotepec (en)                            | Conglomérat          | Mexique   | 8b            |             |
| 2009       | La Ramirole                                  | Verdon                                                         | Calcaire             | France    | 8b            | Multipitch  |
| 2009       | Radote joli pépère                           | Céüse                                                          | Calcaire             | France    | 8b            |             |
| 2009       | Trova la tua forma                           | Ponte Brolla                                                   | Roches et Sables     | Suisse    | 8b            |             |
| 2009       | Duro statione in Ticino                      | Ponte Brolla                                                   | Roches et Sables     | Suisse    | 8b            | En 2 essais |
| 2009       | Blomu                                        | Santa Linya                                                    | Calcaire             | Espagne   | 8b            |             |
| 2009       | La ruta del sol                              | Santa Linya                                                    | Calcaire             | Espagne   | 8b            |             |
| 2008       | Santa Linya                                  | Santa Linya                                                    | Calcaire             | Espagne   | 8b            |             |
| 2008       | Amazonas                                     | Werdenberg, Leversschwendi, Voralpsee                          | Calcaire             | Suisse    | 8b            |             |
| 2008       | Caramello                                    | Zillertal, Ginzling, Ewige Jagdgründe                          | Granite              | Autriche  | 8b            |             |
| 2008       | Mordilloverlängerung                         | Werdenberg, Leversschwendi, Voralpsee                          | Calcaire             | Suisse    | 8b            | En 2 essais |
| 2009       | Ultime démence                               | Verdon                                                         | Calcaire             | France    | 8a+           | grande voie |
| 2009       | Femme blanche                                | Céüse                                                          | Calcaire             | France    | 8a+           | Flash       |
| 2009       | Le jardin du prophète                        | Millau                                                         | Calcaire             | France    | 8a+           | A vue       |
| 2008       | Kein Wasser kein Mond                        | Schafberg                                                      | Roches sédimentaires | Autriche  | 7c / 6c       |             |
| 21/06/2010 | Le chirurgien du crepuscule                  | Céüse - Demi-lune                                              | Calcaire             | France    | 8b/8b+        | En 5 essais |
| 22/06/2010 | The Black Bean                               | Céüse                                                          | Calcaire             | France    | 8b/8b+        | En 4 essais |
| 07/07/2010 | L'ami de tout le monde                       | Céüse                                                          | Calcaire             | France    | 8b            | En 8 essais |
| 26/05/2010 | Le lyon de panchir (Une gigantesque caverne) | Sardaigne, Cala Gonone, Grotta Millenium Cave (Biddiriscottai) | Calcaire             | Italie    | 8b            |             |
| 01/04/2010 | L'insoupçonnable profanation de Guilhem      | Secret spot                                                    | Calcaire             | France    | 8b            | En 2 essais |
| 26/06/2010 | Priez pour nous                              | Gorges du Tarn, Millau, Les vignes -Tennessee                  | Calcaire, (Dolomie)  | France    | 8a+/8b        | En 1 essai  |
| 16/08/2010 | Ali Baba - L7                                | Aiglun, La Paroi Dérobée                                       | Calcaire             | France    | 8a+           |             |
| 18/07/2010 | Prinz Albert                                 | Bludenz, Bürs                                                  | Calcaire             | Autriche  | 8a+           |             |
| 21/07/2010 | Rat man                                      | Céüse - Berlin                                                 | Calcaire             | France    | 8a+           |             |
| 17/04/2010 | ?                                            | Gorges du Tarn, Millau, Les vignes -Tennessee                  | Calcaire, (Dolomie)  | France    | 8a+           | En 2 essais |
| 28/04/2010 | Slip Blouse                                  | , épierre                                                      | Granite              | France    | 8a+           |             |
| 25/06/2010 | M'enfin Marie                                | Gorges de la Dourbie, Le Monna, Le Boffi                       | Calcaire, (Dolomie)  | France    | 8a            |             |
| 04/04/2010 | Les ailes du desert                          | Gorges du Tarn, Millau, Les vignes - Tennessee                 | Calcaire, (Dolomie)  | France    | 8a            |             |
| 16/04/2010 | Dérouillé jeunesse                           | Secret spot                                                    | Calcaire             | France    | 8a            |             |
| 28/04/2010 | Barbule                                      | Saint-Léger, épierre                                           | Granite              | France    | 8a            |             |
| 28/04/2010 | La farce tranquille                          | Saint-Léger, épierre                                           | Granite              | France    | 8a            | En 2 essais |
| 21/07/2010 | Rien n'est pas si facile                     | Céüse                                                          | Calcaire             | France    | 7c+           |             |
| 16/04/2010 | ?                                            | Secret spot                                                    | Calcaire             | France    | 7c+           |             |
| 16/04/2010 | ?                                            | Secret spot                                                    | Calcaire             | France    | 7c+           |             |
| 28/04/2010 | FFMEUH                                       | Saint-Léger, épierre                                           | Granite              | France    | 7c+           |             |
| 08/10/2010 | Voyage                                       | Presles, Choranche, Tina dalle                                 | Calcaire             | France    | 7c+           |             |
| 22/02/2010 | ?                                            | Katzenbach                                                     | Roches ignées        | France    | 7c            |             |
| 28/04/2010 | T'assiette                                   | Saint-Léger, épierre                                           | Granite              | France    | 7c ?          |             |
| 28/04/2010 | Le voleur de pesanteur                       | Saint-Léger, épierre                                           | Granite              | France    | 7c            |             |
| 08/10/2010 | Grain de poussière                           | Presles, Choranche, Tina dalle                                 | Calcaire             | France    | 7c            |             |
| 06/04/2010 | Le plaisir qui démonte                       | Gorges du Tarn, Millau, Les vignes -Tennessee                  | Calcaire, (Dolomie)  | France    | 7b+/7c/8a+/8b | En 2 essais |
| 26/02/2010 | ?                                            | Russan                                                         | Calcaire             | France    | 7b+           |             |
| 2012       | Silbergeier                                  | Rätikon                                                        |                      | Suisse    | 8b            |             |

## Grandes voies
- Première ascension féminine de Ali Baba à la paroi Dérobée d'Aiglun
- Hotel Supramonte en Sardaigne